# Luis Contreras
Luis Edgardo Contreras Reyes (La Unión, 27 ottobre 1982) è un calciatore salvadoregno, portiere del FAS.